# موتور خودرو

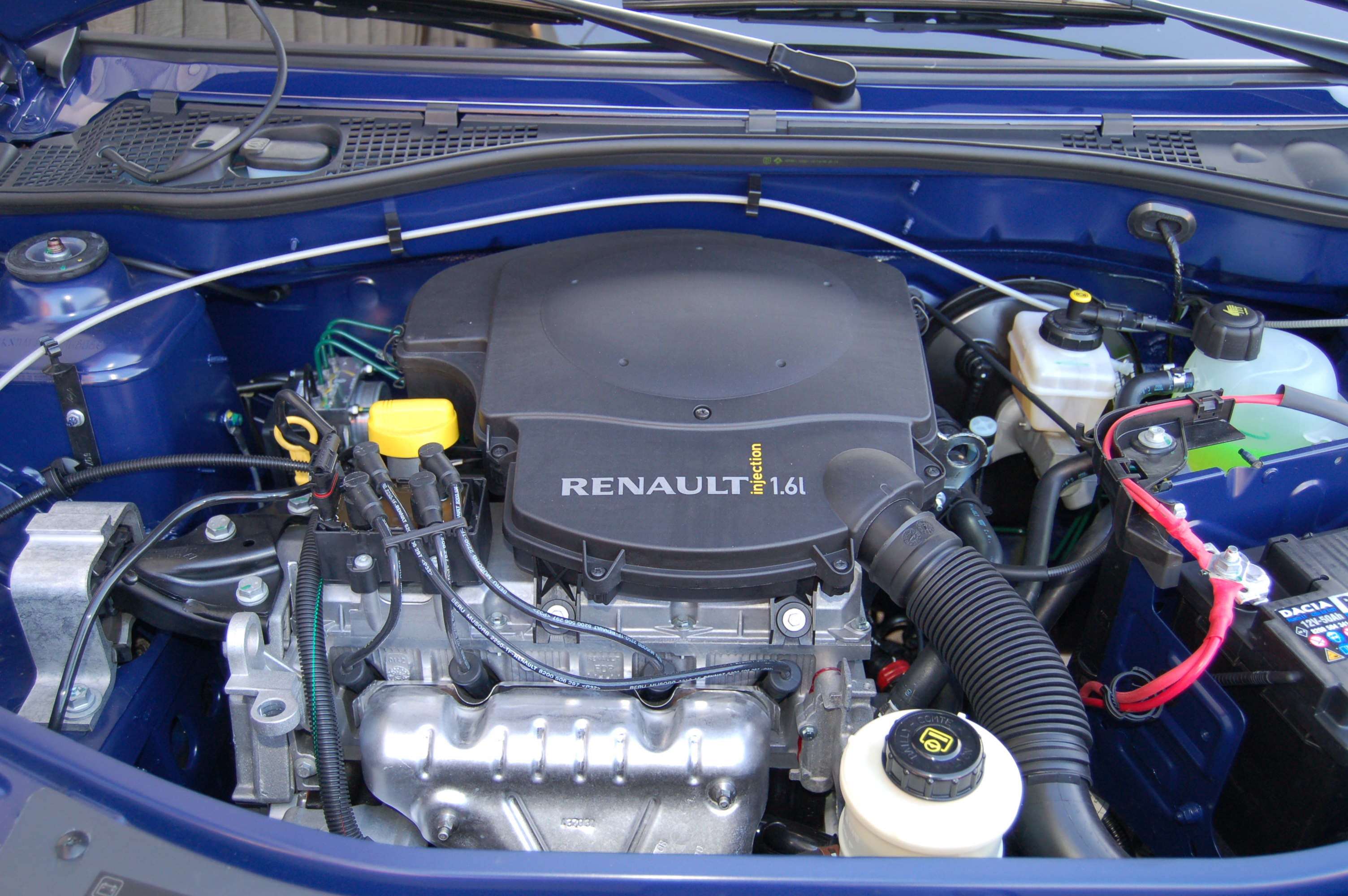
موتورهای درون‌سوز، همانند موتور ۱٫۶ لیتری سری کا بنزینی متعلق به داچیا لوگان ام‌سی‌وی سال ۲۰۰۹ که در تصویر دیده می‌شود، در بیشتر دوران‌های مختلف تاریخ خودروسازی، پرکاربردترین سامانهٔ پیش‌رانش برای خودروها بوده‌اند.

تا سال ۲۰۱۳، دامنه گسترده‌ای از سامانه‌های پیش‌رانش برای خودروها و وسایل نقلیهٔ دیگر در دسترس یا قابل استفاده بوده‌اند. موتورهای درون‌سوز مبتنی بر سوخت بنزین، گازوئیل (دیزل)، پروپان یا گاز طبیعی، خودروهای Plug-in hybrid|پلاگین هایبریدها، خودروهای پیل سوختی مبتنی بر سوخت هیدروژن و تمامی خودروهای برقی، گزینه‌هایی هستند که تاکنون به‌عنوان سامانه‌های قابل استفاده برای خودروها ارائه شده‌اند. با توجه به شعاع حرکتی محدود و هزینه بالای باتری‌ها، خودروهای نیازمند سوخت گویا در این میان نسبت به خودروهای برقی برتری دارند. برخی از این گزینه‌ها نیز نیازمند احداث شبکه‌ای از جایگاه‌های سوخت یا ایستگاه‌های شارژ هستند.در سالهای اخیر مزایای موتورهای الکتریکی در مقایسه با موتورهای احتراقی سبب شده است که حامیان محیط زیست طرفدار جدی موتور های الکتریکی باشند.

## توسعهٔ اخیر
کشورهای اروپایی و ژاپن با به‌کارگیری پیشرفته‌ترین فناوری‌ها در طراحی‌های پیشرفته، که در نتیجهٔ سرمایه‌گذاری‌های قابل توجه در تحقیقات و توسعه میسر شده‌است، نسبت به خودروسازان و تأمین‌کنندگان قطعات چینی، که تا سال ۲۰۱۳ بودجه‌های کمی را به توسعه اختصاص داده‌بودند و ظرفیت کافی برای ساخت قطعات لازم برای پیشرانه‌ها و موتورهایی با فناوری بالا را نداشته‌اند، به برتری دست یافته‌اند.

## مشخصات
مهم‌ترین مشخصهٔ یک موتور خودرو (در مقایسه با یک موتور ثابت یا یک موتور دریایی)، نسبت توان به وزن بالای آن است. امکان دستیابی به این مشخصه به‌واسطهٔ بهره‌مندی از سرعت چرخشی بالا فراهم می‌شود. با این حال، موتورهای خودرو در بعضی مواقع جهت استفاده در وسایل نقلیهٔ دریایی دستخوش تغییرات و اصلاحاتی می‌شوند که این موضوع منجر به ساخت موتورهای خودروی دریایی می‌شود.

## تاریخچه
در سال‌های اولیه، تلاش‌هایی برای استفاده از موتورهای بخار و موتورهای الکتریکی صورت گرفت، اما موفقیت‌های کمی در این زمینه کسب شد. در قرن بیستم میلادی موتور درون‌سوز (ICE) به نوع غالب موتورهای مورد استفاده در خودروها بدل شد. در سال ۲۰۱۵ موتور درون‌سوز همچنان بیشترین کاربرد را در خودروها دارد، اما استفادهٔ دوباره از نیروی الکتریسیته نیز محتمل به‌نظر می‌رسد؛ چرا که نگرانی‌ها در رابطه با آلایندگی گازهای خروجی موتورهای درون‌سوز رو به افزایش است.
تا سال ۲۰۱۷، اکثریت خودروهای موجود در ایالات متحده نیروی خود را از سوخت بنزین می‌گرفته‌اند. در اوایل سدهٔ ۱۹۰۰ میلادی، موتورهای درون‌سوز در رقابت با موتورهای بخار و موتورهای الکتریکی بوده‌اند. در آن زمان، موتورهای درون‌سوز از سوخت بنزین استفاده می‌کردند. مفهوم کلی عملکرد موتورهای دورن‌سوز وابسته به یک پیستون است که به‌واسطهٔ یک احتراق محدود و معین، فشرده شده و به حرکت درمی‌آید. این احتراق، هیدروکربن موجود در سرسیلندر موتور را می‌سوزاند. در میان تمامی خودروهای تولید شده در آن زمان، تنها در حدود یک چهارم آن‌ها به‌عنوان خودرویی با موتور درون‌سوز شناخته می‌شوند؛ اما در طول سال‌های بعدی موتور درون‌سوز به محبوب‌تری نوع موتور برای خودروها تبدیل شد. رودلف دیزل در قرن نوزدهم میلادی گونهٔ جدیدی از پیشرانهٔ درون‌سوز را ابداع کرد که نیروی خود را با استفاده از تزریق سوخت مایع به داخل هوایی که تنها به‌واسطهٔ فشرده‌سازی گرم شده‌بود، به‌دست می‌آورد. این نوع موتور ابداعی رودلف دیزل، درواقع جد موتورهای دیزلی امروزی مورد استفاده در خودروها، به‌ویژه خودروهای سنگین مانند کامیون‌ها است.

## انواع موتور

### موتورهای درون‌سوز
موتورهای بنزینی به سرعت به گزینهٔ مورد انتخاب خودروسازان و خریداران خودروها تبدیل شدند. با وجود استارت ناهنجار، صدا و آلودگی زیاد، و دشواری در تعویض دنده‌ها، فناوری‌های جدید نظیر خطوط تولید و همچنین پیشرفت‌های به‌دست آمده برای این نوع موتور، امکان تولید استاندارد خودروهایی با موتورهای مبتنی بر سوخت را فراهم کرده‌است. ابداع خودروهای مجهز به موتور بنزینی به سال ۱۸۷۶، و آغاز تولید انبوه این نوع خودروها به دههٔ ۱۸۹۰ میلادی بازمی‌گردد. عرضهٔ فورد مدل تی ساخته شده توسط هنری فورد قیمت خودروها را پایین آورد و به یک قیمت مقرون به صرفه‌تر رساند. در همان زمان چارلز کترینگ نوعی استارت الکتریکی را اختراع کرد که در مقایسه با استارت مکانیکی دارای کارآمدی بیشتری بود. علت فراوانی خودروهایی که با سوخت بنزین به حرکت درمی‌آیند این است که علاوه بر برخورداری از توانایی بالا، مقرون به صرفه نیز هستند. تقاضا برای خرید بنزین از ۳ میلیون بشکه در سال ۱۹۱۹، به ۱۵ میلیون بشکه در سال ۱۹۲۹ افزایش یافت.
موتور درون‌سوز موتوری است که نیروی خود را از انبساط گازها بر اثر احتراق سوخت‌های هیدروکربنی می‌گیرد. به‌عنوان مثال، موتور درون‌سوز از حرارت احتراقی که به‌وسیلهٔٔ سوخت هیدروکربنی تزریق‌شده ایجاد می‌شود، برای ایجاد تحرک مکانیکی بهره می‌برد. در اوایل سدهٔ ۱۹۰۰ میلادی، الکل چوب یک سوخت محبوب برای خودروهای فرانسوی و آلمانی بود، اما با توجه به اعمال مالیات‌های سنگین برای تولید توسط دولت‌ها، قیمت الکل چوب از قیمت بنزین پیشی گرفت. در نتیجهٔ این موضوع، موتورهای بنزینی محبوبیت بیشتری کسب کردند؛ تا حدی که موتورهای درون‌سوز عموماً با نام موتورهای بنزینی شناخته می‌شدند. اگرچه موتورهای بنزینی محبوب شده‌بودند، اما با توجه به خطر نشت سوخت که می‌توانست به انفجار منجر شود، چندان مطلوب نبودند. از این رو، بسیاری از مخترعان اقدام به ساخت موتورهایی با سوخت نفت سفید کردند. اقدام به استفاده از این نوع موتورها در خودروها چندان موفقیت‌آمیز نبود.
سوخت‌های بسیار متنوعی برای موتورهای درون‌سوز موجود هستند که از جملهٔ آن‌ها می‌توان به سوخت دیزل، بنزین و اتانول اشاره کرد.

### موتورهای بخار
موتور بخار در اوایل سدهٔ ۱۷۰۰ میلادی اختراع شد، و به شیوهٔ اصلی برای تأمین قدرت موتورها، و کمی پس از آن به روشی برای به حرکت درآوردن لوکوموتیوها بدل شد. یکی از محبوب‌ترین خودروهای بخار استنلی استیمر بود، که دارای آلایندگی کم، و قدرت و سرعت بیشتر بود. نقاط ضعف این خودروهای بخار شامل غیرقابل اعتماد بودن، پیچیدگی، و تصادف‌های مکرری بود که با آن‌ها رخ داده‌بود. زمان لازم برای شروع به کار خودروهایی با موتور بخار تا ۴۵ دقیقه هم می‌رسید؛ این موضوع باعث می‌شد که این موتورها برای دست‌یابی به هدف حمل و نقل سریع‌تر ناکارآمد باشند. همزمان با بهبود خودروهای بخار، پیچیدگی ساخت و تولید آن‌ها در مقایسه با خودروهای بنزینی، سودآوری آن‌ها را کاهش داد.
موتور بخار، دستگاهی است که حرارت را به جنبش مکانیکی تبدیل می‌کند. این حرارت با استفاده از دیگ‌های بخار که با جوشاندن آب تولید بخار می‌کند، فراهم می‌شود. در اوایل سدهٔ ۱۹۰۰، ابنر دوبل یک خودروی مجهز به موتور بخار را در ایالات متحده آمریکا معرفی کرد که با توجه به قابلیت‌هایی که داشت، می‌توانست در تولید قدرت و بازدهی، فورد مدل تی را مغلوب خود کند. موتورهای بخار به‌عنوان موتورهایی با صرفهٔ اقتصادی بالا و قدرت تولیدی زیاد شناخته شده‌اند؛ این موضوع دلیلی است برای اینکه این موتورها تقریباً در تمام طول قرن نوزدهم و حدوداً نیمی از قرن بیستم، نیمی از موتورهای جهان را تشکیل می‌داده‌اند. اصلی‌ترین علت حذف موتورهای بخار از خودروها این بود که متصدی‌ها باید پیش از راه‌اندازی اطلاعات کاملی در مورد دیگ‌ها و موتورهای بخار می‌داشتند؛ چرا که در صورت بی‌توجهی متصدی، عملکرد موتور می‌توانست برای خودش مضر و زیان‌بار باشد.

### موتورهای الکتریکی
خودروها برقی، مشابه خودروهای بخار، بادوام‌ترین گزینه برای پیشرانهٔ خودروها هستند. این نوع موتور اولین بار در اوایل سدهٔ ۱۸۰۰ اختراع شد و در حدود سال ۱۸۹۰، در زمانی که ویلیام موریسن اولین خودروی برقی را ساخت که توانست در یک ساعت مسافت ۱۴ کیلومتر را بپیماید، تبدیل به گزینه‌ای بادوام برای حمل و نقل شد. آلایندگی کم و سواری بی‌صدا بر خلاف همتایان بنزینی، از مشخصه‌های خودروهای برقی بودند. بزرگ‌ترین نقطه‌ضعف خودروهای برقی دامنهٔ حرکت آن‌ها بود. یک خودروی برقی معمولی، پیش از اینکه نیاز به شارژ دوبارهٔ باتری پیدا کند، می‌توانست مسافتی در حدود ۳۰ کیلومتر (۲۰ مایل) را طی کند. با توجه به جثهٔ بزرگ باتری‌ها در آن زمان، تولیدکنندگان خودروهای برقی نمی‌توانستند تعداد باتری‌های مورد استفاده را افزایش دهند. به‌دلیل نبود انگیزهٔ کافی برای خریداری خودروهای برقی، اتومبیل‌هایی که به موتورهای مبتنی بر سوخت مجهز بودند مناسب‌ترین گزینه محسوب می‌شدند.
خودروهای برقی برای ذخیره‌سازی برق، که جهت قدرت بخشیدن به موتورهای الکتریکی به‌کار می‌رود، از باتری بهره می‌برند. باتری توان را به موتوری می‌رساند که می‌تواند از نوع متناوب یا مستقیم باشد. تفاوت میان موتورهای متناوب و مستقیم در نوع سامانه‌ای است که برای راه‌اندازی و عملکرد آن‌ها در یک خودروی برقی مورد نیاز است. موتورهای متناوب معمولاً ارزان‌تر هستند، اما اجزای مورد نیاز برای به‌کار انداختن آن‌ها در یک خودروی برقی، مانند کنترل‌گر و اینورتر، باعث گران‌تر شدن آن‌ها در مقایسه با موتورهای جریان مستقیم می‌شوند. یکی از ویژگی‌های منحصر به‌فرد وسایل نقلیهٔ برقی در مقابل همتایان بنزینی آن‌ها این است که خودروهای برقی نسبت به انواع بنزینی از سادگی بیشتری برخوردارند. یک خودروی برقی فاقد قطعاتی همچون میل‌لنگ است که در خودروهای بنزینی به‌کار رفته‌اند، این موضوع امکان تولید سریع‌تر قدرت نسبت به موتورهای بنزینی را برای موتورهای برقی فراهم می‌کند. به‌واسطهٔ انتقال سریع‌تر قدرت، وسایل نقلیهٔ برقی قادرند تا نسبت به خودروهای بنزینی به شتاب بیشتری دست یابند.

در دههٔ ۱۹۷۰ به‌واسطهٔ تحریم‌های نفتی اوپک در سال ۱۹۷۳، وسایل نقلیهٔ برقی دوباره ظهور کردند. پیش از آن، فراوانی بنزین، آن را به منبع اصلی سوخت برای وسایل نقلیه تبدیل کرده‌بود. اما پس از این کمبود، تولیدکنندگان خودرو دوباره نگاه خود را به‌سوی خودروهای برقی منعطف کردند. با وجود پیشرفت‌های فناوری نسبت به سدهٔ ۱۸۰۰، خودروهای برقی با نواقص تکنولوژیکی مشابهی نظیر سرعت و دامنهٔ حرکتی محدود مواجه بودند. این خودروها در آن زمان می‌توانستند در هر ساعت حداکثر تا ۷۰ کیلومتر (۴۵ مایل) مسافت را طی کرده و دامنهٔ حرکت آن‌ها نیز حداکثر تا ۶۰ کیلومتر (۴۰ مایل) می‌رسید.